# Таказов, Федар Магометович
Феда́р Магоме́тович Така́зов (4 февраля 1960, Лескен (Северная Осетия)) — филолог-осетиновед, лингвист, фольклорист. Заведующий отделом фольклора и литературы Северо-Осетинского института гуманитарных и социальных исследований им. В.И. Абаева. Автор более 100 научных работ, 20 книг, монографий по осетинскому языкознанию и мифологии.

## Биография
Федар Таказов родился в Лескене 4 февраля 1960 г, был восьмым ребенком в многодетной семье из 9 детей. Отец Магомет – инвалид войны (был ранен на Курской дуге), до войны работал директором школы, после войны – в совхозе. Мать, Асиат Агузарова, также родом из Лескена, долгое время работала учительницей математики в школе, затем перешла в детский сад, где проработала до выхода на пенсию. В 1977 году окончил Лескенскую среднюю школу.
В 1981–1986 годах учился на филологическом факультете Северо-Осетинского государственного университета (СОГУ). Получив специальность филолога, преподавателя русского языка и литературы, осетинского языка и литературы, учительствовал в школах республики. С 1987 по 1989 гг. Федар Магометович — научный сотрудник Северо-Осетинской лаборатории НИИ национальных школ, а с 1990 г. — старший научный сотрудник отдела фольклора и литературы Северо-осетинского института гуманитарных и социальных исследований (СОИГСИ). В 2004 г. защитил кандидатскую диссертацию по теме: «Исламские мотивы в фольклоре осетин». Ряд лет преподавал дигорский диалект осетинского языка в СОГПИ и древнеславянскую культуру в СОГУ. В 2005–2006 гг. заведовал кафедрой осетинского языка и методики его преподавания на факультете лингвистики СОГПИ, с 2009 г. — возглавляет работу отдела фольклора и литературы СОИГСИ.
14 октября 2020 г. в Диссертационном совете Д.002.209.04 Института мировой литературы им. А.М. Горького Российской академии наук (ИМЛИ РАН) состоялась защита диссертации на соискание учёной степени доктора филологических наук по специальности 10.01.09 (фольклористика) – Ф.М. Таказова – заведующего отдела фольклора и литературы СОИГСИ им. В.И. Абаева. Тема диссертации: «Архетипы модели мира в мифо-фольклорной традиции осетин».

## Основные труды
Лингвистика
- Дигорско-русский словарь (с приложением грамматики дигорского языка). Владикавказ, 2003.
- Самоучитель осетинского языка. Ч. I (для начинающих). Владикавказ, 2004.
- Самоучитель осетинского языка. Ч. 2 (для углубленного изучения). Владикавказ, 2005.
- Учебник осетинского языка (для невладеющих). Владикавказ, 2007.
- Учебник дигорского языка (Дигорон æвзаги киунугæ). Для 2 кл. Владикавказ, 2007. (На осет. яз.)
- Грамматический очерк осетинского (дигорского) языка. Владикавказ, 2009.
- Этимология осетинских имен и фамилий. Владикавказ, 2009.
- Самоучитель осетинского языка. Владикавказ, 2012.
- Дигорско-русский, русско-дигорский словарь. Владикавказ, 2014.
- Учебник дигорского языка для 2-го класса (Утвержден МОН РСО-А). Владикавказ, 2014.

Мифология и Фольклор
- Легенды о Царциата: эпос осетинского народа (Царциаты таурæгътæ. Ирон адæмы эпос). Владикавказ, 2007. (На осет.яз.)
- Очерки по демонологии народов Северного Кавказа. Владикавказ, 2008.
- Мифологические архетипы Модели мира в осетинской космогонии. Владикавказ, 2014.
- Есе Кануков / Составители: Ф.М. Таказов, Г.В. Чочиев – Владикавказ: СОИГСИ ВНЦ РАН, 2017. – 316 с.

Религия
- Ислам: история религии, обычаи, традиции (монография). Владикавказ, 2000.
- Ислам в системе традиционной культуры осетин (XVIII – начало XX вв.). Владикавказ, 2007.
- Генезис религиозных воззрений народов Северного Кавказа. 2009.

Социология
- Влияние интернета на традиционное северокавказское общество. Владикавказ, ИПО СОИГСИ, 2013. (в соавторстве)
- Трансформационные процессы в северокавказском традиционном обществе. Владикавказ, 2013. (в соавторстве)
- Традиционное северокавказское общество в контексте социальных изменений конца XX – начала XXI вв. Владикавказ, 2014. (в соавторстве)